# Little Witch Academia
Little Witch Academia (リトルウィッチアカデミア Ritoru Witchi Akademia?) es una franquicia japonesa de anime creada por Yō Yoshinari y producida por Trigger. El primer cortometraje original, dirigido por Yoshinari y escrito por Masahiko Otsuka, fue estrenado en los cines el 2 de marzo de 2013 como parte del proyecto Anime Mirai 2013, del Young Animator Training Project. El segundo cortometraje fue financiado parcialmente a través por Kickstarter con el nombre Little Witch Academia: The Enchanted Parade, estrenado el 9 de octubre de 2015. Posteriormente, se emitió una serie anime desde el 8 de enero hasta el 25 de junio de 2017. Adicionalmente, una serie de manga ha sido publicada por Shūeisha.

## Argumento
La historia de Little Witch Academia transcurre en la Academia Mágica Luna Nova (ルーナノヴァ魔法学校 Rūna Nova Mahō Gakkō?), una prestigiosa escuela femenina en la cual las jóvenes estudian para convertirse en brujas. Tras descubrir su vocación durante un espectáculo de la bruja Shiny Chariot al que asistió cuando era pequeña, una chica llamada Atsuko Kagari se inscribe en la Escuela Mágica Luna Nova para convertirse en bruja. Sin embargo, el hecho de proceder de una familia sin vínculos con la magia hace que todo sea un auténtico desafío para ella. Esto empezará a cambiar cuando descubra el Shiny Rod, una poderosa reliquia mágica que perteneció a Chariot. La historia se centra en el día a día de Akko y sus amigas Lotte y Sucy y en las diversas aventuras mágicas en las que se ven envueltas.
Uno de los temas principales de la serie es el de Akko intentando vivir según los ideales de Shiny Chariot y mostrarle al mundo lo maravillosa que puede ser la magia. Por otra parte, Luna Nova pugna por seguir existiendo ya que la magia está menguando paulatinamente en todo el mundo y el público general la considera algo perteneciente al pasado.

## Personajes

### Principales
Atsuko Kagari (アツコ・カガリ Kagari Atsuko?) / Akko (アッコ?)
Voz por: Megumi Han
La protagonista principal, una enérgica y optimista niña japonesa que asiste a Luna Nova tras ser inspirada por la bruja Shiny Chariot. Habiendo venido de un fondo no mágico, ella lucha usando magia la mayor parte del tiempo, y está decepcionada por la mundanidad de sus clases en comparación con las actuaciones más espectaculares de Chariot. Sin embargo, su fuerte sentido de autoconfianza le permite manejar la Vara Brillante de Chariot, la cual la acepta como su nueva ama.
Lotte Jansson (ロッテ・ヤンソン Rotte Yanson?)
Voz por: Fumiko Orikasa
Amiga y compañera de cuarto de Akko, una bruja finlandesa amable y de voz suave que se preocupa por el bienestar de Akko. Su especialidad mágica consiste en invocar y comunicarse con hadas y espíritus que residen en objetos viejos y bien utilizados.
Sucy Manbavaran (スーシィ・マンババラン Sūshi Manbabaran?)
Voz por: Michiyo Murase
Otra amiga y compañera de cuarto de Akko, una bruja cínica de Islas Filipinas que se especializa en pociones de elaboración de cerveza con diversos efectos extraños. A menudo utiliza a Akko como sujeto de prueba, o para ayudarla a recolectar los ingredientes venenosos o peligrosos que necesita
Diana Cavendish (ダイアナ・キャベンディッシュ Daiana Kyabendisshu?)
Voz por: Yōko Hikasa
La estudiante superior de Luna Nova, que es muy admirada por sus compañeros de clase y maestros por igual, es presentada como rival de la protagonista. Proveniente de Gran Bretaña como hija de una noble familia de brujas, tiene una naturaleza seria y arrogante y muchas veces choca con Akko, a quien sostiene con desdén por su admiración de Shiny Chariot. También es responsable de algunos de los desastres mágicos que ocurren en la escuela, y generalmente trabaja junto a Akko para corregirlos, desarrollando un respeto a regañadientes por su persistencia. 
Ursula Callistis (アーシュラ・カリスティス Āshura Karisutisu?) / Shiny Chariot (シャイニィシャリオ Shainī Shario?)
Voz por: Noriko Hidaka
Chariot es la bruja que inspiró a Akko a convertirse en una. Ella es creída por muchas otras brujas por ser una charlatana, porque ella usa muchos hechizos de ilusión y es la fuente de muchos rumores falsos sobre brujas.

### Otras amigas de Akko
Amanda O'Neill (アマンダ・オニール Amanda Onīru?)
Voz por: Arisa Shida
Una estudiante estadounidense de la escuela de brujas Luna Nova que aparece en “Little Witch Academia: The Enchanted Parade“ que consiguió irrumpir en la bóveda de alta seguridad de la escuela. Ella es una chica que es muy buena bailando y haciendo acrobacias en su escoba.
Constanze Amalie von Braunschbank Albrechtsberger (コンスタンツェ・アマーリエ・フォン・ブラウンシュバンク＝アルブレヒツベルガー Konsutantse Amārie fon Buraunshubanku-Aruburehitsuberugā?)
Voz por: Rie Murakawa
Una silenciosa estudiante alemana de Luna Nova que combina magia con maquinaria como robots y armas láser, que normalmente están prohibidas en las instalaciones de la escuela.
Jasminka Antonenko (ヤスミンカ・アントネンコ Yasuminka Antonenko?)
Voz por: Reina Ueda
Otra estudiante de Luna Nova,es de Rusia, tiene una pasión por la comida y siempre se ve comiendo, incluso durante las clases.
Hannah (ハンナ Hanna?) y Barbara (バーバラ Bābara?)
Voz por: Eri Nakao (Hannah), Chinatsu Akasaki (Barbara)
Compañeras de cuarto de Diana a la cual constantemente idolatran y se la pasan con ella, ridiculizan a Akko por su falta de talento mágico.

### Facultad de Luna Nova
Holbrooke (ホルブルック Horuburukku?)
Voz por: Ikuko Tani
La directora de Luna Nova.
Finnelan (フィネラン Fineran?)
Voz por: Rurika Yamamoto
Finnelan es una mujer seria y autoritaria, exigiendo respeto y disciplina de los estudiantes, sin embargo siendo amable con estudiantes calificados como Diana. Ella está generalmente calmada pero tiende rápidamente a perder su genio, por ejemplo cuando Akko y sus amigas causan problemas.
Croix Meridies (クロワ・メリディエス Kurowa Meridiesu?)
Voz por: Junko Takeuchi
La principal antagonista de la serie. Una nueva profesora en la academia de Luna Nova que se especializa en magia tecnológica. En el pasado era amiga de Chariot y anteriormente la ayudó en la búsqueda de las palabras del Gran Triskelion, pero guardo rencor hacia ella por no ser elegida para manejar la Shiny Rod.

### Otros
Andrew Hanbridge (アンドリュー・ハンブリッジ Andoryū Hanburijji?)
Voz por: Ryōsuke Kanemoto
Un ser humano normal que aparece en la serie. Es hijo del conde Paul Hanbridge y es amigo de la infancia con Diana. Habiendo crecido en una familia adinerada, Andrew tiene un prejuicio anticuado contra las brujas, que poco a poco comienza a cambiar después de conocer a Akko.

## Lanzamiento

### Manga
Un manga corto basado en el anime, ilustrado por Terio Teri, fue publicado en la revista Ultra Jump de Shueisha el 19 de agosto de 2013. Otro manga de Teri, con una historia original, fue serializado en Ultra Jump entre el 19 de agosto de 2015 y el 20 de noviembre de 2015 y fue compilado en un solo volumen tankōbon lanzado el 19 de enero de 2016. Otra serie ilustrada por Yuka Fujiwara, Little Witch Academia: Tsukiyo no Ōkan, comenzó la serialización en la revista Ribue de Shueisha a partir del 3 de septiembre de 2015.

### Anime

#### Películas
El cortometraje original, dirigido por Yoshinari y escrito por Masahiko Ōtsuka, se estrenó en los cines de Japón el 2 de marzo de 2013 como parte del proyecto Young Animator Training Project del Anime Mirai 2013, y posteriormente se transmitió con subtítulos en inglés en YouTube el 19 de abril de 2013.
La segunda película Little Witch Academia: The Enchanted Parade fue financiada por una campaña de Kickstarter y se consiguió hasta $625.518 dólares y un total de 7.938 patrocinadores para la realización del proyecto.
| N.º | Título | Estreno en Japón     | Estreno en Hispanoamérica |
| --- | --- | -------------------- | ------------------------- |
| 1 | «Little Witch Academia» «Ritoru Wicchi Akademia» (リトルウィッチアカデミア)                                                                  | 2 de marzo de 2013   | 21 de enero de 2016       |
| Atsuko Kagari se inscribe en la Academia Mágica Luna Nueva, una escuela para brujas jóvenes, después de haber sido inspirada a temprana edad por una bruja llamada Shiny Chariot, y a menudo pasa sus días junto con sus compañeras de clase, Lotte Yanson y Sucy Manbavaran. Sin embargo, tiene problemas para prestar atención en clase, no sabe cómo montar su escoba, y es a menudo vista como una inferior por admirar a Chariot, quien muchos creen que da la impresión equivocada sobre las brujas. | |                      |                           |
| 2 | «Little Witch Academia: The Enchanted Parade» «Ritoru Whichi Akademia: Mahōjikake no Parēdo» (リトルウィッチアカデミア 魔法仕掛けのパレード) | 9 de octubre de 2015 | 21 de enero de 2016       |
| Akko, Lotte y Sucy, se han metido en problemas una vez más, se ven obligadas a formar equipo con otras tres chicas problemáticas; Amanda O'Neill, Constanze Amalie von Braunschbank Albrechtsberger, Jasminka Antonenko, y deben hacer un desfile anual de brujas con éxito o bien serían expulsadas. | |                      |                           |

#### Anime
Una serie anime de televisión de Little Witch Academia fue anunciada el 24 de junio de 2016, después del episodio final de Uchū Patrol Luluco. La serie comenzó a emitirse en Japón a partir del 8 de enero de 2017 siendo transmitida por Netflix de Japón. El primer tema de introducción es "Shiny Ray" y el segundo es "MIND CONDUCTOR" de YURiKA mientras que el primer tema de cierre es "Hoshi wo Tadoreba" (星を辿れば Si siguieras las estrellas?) y el segundo es "Toumei na Tsubasa" (透明な翼 Alas transparentes?) de Yuiko Ōhara. La serie transmitió veinticinco episodios lanzados a través de nueve volúmenes de Blu-ray y DVD. Desde el 30 de junio están disponibles los trece primeros episodios en la plataforma de streaming Netflix, mientras que los otros doce episodios lo están desde el 15 de agosto.

##### Lista de episodios
| N.º | Título Título original                                                                                             | Estreno               |
| --- | --- | --------------------- |
| 1 | «Un nuevo comienzo» «Arata na Hajimari» (新たなはじまり)                                                           | 8 de enero de 2017    |
| Después de haber sido inspirada por la magia ilusoria de la bruja, Shiny Chariot, Atsuko "Akko" Kagari decide inscribirse en la Academia Mágica Luna Nova, donde Shiny Chariot estudió. | |                       |
| 2 | «Pappiliodya» «Papiriodia» (パピリオディア)                                                                        | 15 de enero de 2017   |
| Akko comienza su primer día de lecciones en Luna Nova, pero las clases no resultan ser tan glamorosas como ella pensaba que serían. Además, ella tiene su primer conflicto con la estudiante superior de la escuela, Diana Cavendish, sobre sus opiniones divergentes hacia Shiny Chariot. | |                       |
| 3 | «No me detengas ahora» «Don't Stop Me Now»                                                                         | 22 de enero de 2017   |
| Las estudiantes de Luna Nova comienzan a tomar clases de vuelo con escoba. A pesar de ser incapaz de ni siquiera volar del suelo, Akko se pone impaciente por entrar en el tradicional evento de carrera de escobas de la escuela después de darse cuenta de que Chariot fue una de las ganadoras. | |                       |
| 4 | «Night Fall» «Naito Fōru» (ナイトフォール)                                                                         | 29 de enero de 2017   |
| Debido a que Akko y sus amigas son castigadas por robar comida durante la noche, Lotte se deprime, ya que no podrá ir a la ciudad para asistir al lanzamiento del último volumen de su saga de libros favoritos, Night Fall. | |                       |
| 5 | «Luna Nova y el Dragón Blanco» «Rūna Nova to Shiroi Ryū» (ルーナノヴァと白い龍)                                    | 5 de febrero de 2017  |
| Una discusión entre Akko y Amanda en medio de la clase de pociones desencadena la explosión de una de las mezclas en la clase, provocando que ambas se detengan. Mientras limpian la torre de la academia como parte de su castigo, las dos chicas son testigos de una horda de dragones robándose la Piedra Filosofal. | |                       |
| 6 | «La Fuente de Polaris» «Porarisu no Izumi» (ポラリスの泉)                                                          | 12 de febrero de 2017 |
| Luna Nova recibe una fiesta de bienvenida por el Conde de Hanbridge y su hijo, Andrew, quien parece ser un viejo conocido de Diana. | |                       |
| 7 | «Submarinista naranja» «Orenji Sabumarinā» (オレンジサブマリナー)                                                  | 19 de febrero de 2017 |
| Akko estudia duro para sus exámenes, pero todavía se esfuerza por obtener calificaciones decentes a pesar de las enseñanzas de Úrsula. | |                       |
| 8 | «Sucy durmiente» «Nemureru Yume no Sūshi» (眠れる夢のスーシィ)                                                     | 26 de febrero de 2017 |
| Después de beber su propia fórmula de bebida de energía ominosa, Sucy termina en un sueño profundo con setas crecientes alrededor de su cuerpo. | |                       |
| 9 | «Registro de viaje de los resucitados» «Buraitonberī Andeddo Kikō» (ブライトンベリーアンデッド紀行)                | 5 de marzo de 2017    |
| Al tratar de reparar algunas lápidas que Akko volcó en un cementerio, su hechizo se mezcla accidentalmente con una de las setas de Sucy, que termina con un pirata muerto revivido. | |                       |
| 10 | «Abeja Cupido» «Hachi sawagi» (蜂騒ぎ)                                                                             | 12 de marzo de 2017   |
| Al oír hablar de una fiesta en la mansión de Andrew a la que Diana asiste, Akko y sus amigas se ponen vestidos mágicos de Cenicienta y se entrometen a la fiesta. | |                       |
| 11 | «Luna azul» «Burū Mūn» (ブルームーン)                                                                              | 19 de marzo de 2017   |
| Akko viene por Úrsula tarde en la noche para preguntarle sobre la desaparición de Chariot, pero no consigue mucha ayuda de ella. Recordando una leyenda sobre un espíritu omnisciente que sólo aparece en la noche de una luna azul, lleva la Vara Brillante con ella a un lugar conocido como el Abismo Luna Azul. | |                       |
| 12 | «Lo que quieras» «What you will»                                                                                   | 26 de marzo de 2017   |
| Mientras Luna Nueva se prepara para su festival anual de Samhain, durante el cual la estudiante más ejemplar es coronada la bruja iluminada por la luna, Diana se pone a cargo del comité mientras que el grupo de Akko se atasca al ser los sacrificios simbólicos para un fantasma en pena eterna. | |                       |
| 13 | «Magia de Samuhain» «Samuhain no Mahō» (サムハインの魔法)                                                          | 2 de abril de 2017    |
| Queriendo seguir el ejemplo de Chariot, Akko propone hacer un espectáculo de metamorfosis para hacer sonreír a Vajarois, llevando a Úrsula a buscar que le causó la tristeza de Vajarois en primer lugar. | |                       |
| 14 | «Nueva era mágica» «Nyū Eiji Majikku» (ニューエイジマジック)                                                       | 9 de abril de 2017    |
| Las hadas de Luna Nova hacen una huelga, abandonando sus deberes y evitando que las brujas usen magia hasta que consigan una porción más justa de energía de la Piedra Filosofal. Mientras Úrsula es enviada a recuperar algo de energía que se pueda usar, una nueva maestra llamada Croix llega a Luna Nova para enseñar magia moderna, consternando a las maestras de mentalidad más tradicional. | |                       |
| 15 | «Chariot de fuego» «Chariotto obu Faia» (チャリオット・オブ・ファイア)                                             | 16 de abril de 2017   |
| Croix prospera como la nueva profesora de Magia Moderna, pero Úrsula sospecha de sus intenciones. Mientras tanto, Akko se entera de que Croix era una compañera escolar de Chariot, y que ella puede ser capaz de utilizar su ciencia mágica para encontrar a Chariot proporcionándole un objeto relacionado con ella. Úrsula se alamar al saber que Akko ha ido al laboratorio de Croix con la Vara Brillante. | |                       |
| 16 | «La prueba de Pohoyora» «Pohoyora no Shiren» (ポホヨラの試練)                                                      | 23 de abril de 2017   |
| De regreso a su dormitorio, Akko revela la verdad con respecto al verdadero propósito de la Vara Brillante lo que confunde a Lotte y Sucy. Akko decidide desbloquear las palabras restantes pero es incapaz de entenderlas. Aunque Úrsula ayuda, ella permanece callada sobre cuáles son sus significados reales cuando recuerda a Akko que realmente pueden ser desbloqueadas si Akko toma las lecciones a corazón. De repente, una de las estrellas de la Vara Brillante e activa y Úrsula entiende que deben dirigirse a algún lugar de Finlandia. | |                       |
| 17 | «Amanda O'Neal y el Santo Grial» «Amanda onīru Ando hōrī gureiru» (アマンダ・オニール・アンド・ホーリー・グレイル) | 30 de abril de 2017   |
| Amanda se infiltra en la Academia Appleton para buscar una reliquia desaparecida conocida como el "Santo Grial", Akko la acompaña, preguntándose si esto podría estar relacionado con la quinta palabra, que según Úrsula está relacionada con la historia y la tradición. | |                       |
| 18 | «Barco de guerra en el cielo» «Kūchū dai sensō sutanshippu» (空中大戦争スタンシップ)                               | 7 de mayo de 2017     |
| El evento anual de caza de fantasmas, conocido como la Cacería Feroz, viene a Blytonbury por su etapa final. Después de romper accidentalmente uno de sus robots, Akko se ofrece a ayudar a la genio de la tecnología Constanze, quien participa en la caza por invitación de la maestra Croix. En un comienzo Constanze no permite que Akko la ayude, ya que prefiere trabajar sola, pero pronto demuestra su utilidad ayudando a Constanze a reunir los materiales necesarios para el barco que pretende utilizar para el evento.                   | |                       |
| 19 | «Cavendish» «Kyabendisshu» (キャベンディッシュ)                                                                    | 14 de mayo de 2017    |
| Un día, Akko se entera de que Diana está dejando Luna Nova para convertirse en la cabeza de la familia Cavendish. Rechazando la decisión de Diana, a pesar de sus diferencias pasadas, Akko decide ir directamente a la finca de Cavendish para intentar y cambiar la decisión de Diana. | |                       |
| 20 | «Intelecto y sensibilidad» «Chisei to Kansei» (知性と感性)                                                         | 21 de mayo de 2017    |
| Diana entra al santuario familiar de los Cavendish. Akko y Andrew escuchan a Daryl presumir sobre haber atrapado a Diana para impedir que completara la ceremonia. | |                       |
| 21 | «Wagandea» «Wagandia» (ワガンディア)                                                                               | 28 de mayo de 2017    |
| Croix le explica a Akko que la sexta palabra está vinculada al árbol wagandea, pero Úrsula evita que vaya. Andrew escucha sobre una nueva aplicación que altera la mente. | |                       |
| 22 | «Chariot y Croix» «Shario to kurowa» (シャリオとクロワ)                                                            | 4 de junio de 2017    |
| Úrsula le revela a Akko la séptima palabra aunque no sabe qué quiere decir. Está a punto de revelarlo todo cuando llega un mensaje de parte de Andrew. | |                       |
| 23 | «Ayer» «Yesterday»                                                                                                 | 11 de junio de 2017   |
| Akko desaparece después de enterarse de la verdad y sus amigas se preocupan. Antes de que Diana la confronte, Úrsula rememora su pasado con Croix. | |                       |
| 24 | «El camino hacia Arcturus» «Arukutourusu e no michi» (アルクトゥルスへの道)                                        | 18 de junio de 2017   |
| Úrsula se enfrenta a Croix, pero no logra evitar que lleve a cabo su plan. Akko, Diana y sus amigas terminan en el bosque Arcturus. | |                       |
| 25 | «Árbol de Kotonoha» «Koto no Ha no Ki» (言の葉の樹)                                                                | 25 de junio de 2017   |
| Nadie parece capaz de detener el misil mágico, pero Akko cree tener la solución, y sus amigas no la dejarán sola. | |                       |

### Novela Ligera
Una novela ligera llamada Little Witch Academia: The Nonsensical Witch and the Country of Fairies escrita por Momo Tachibana y con ilustraciones de Eku Uekura fue publicada el 15 de abril del 2017 presentando nuevos personajes

### Videojuegos
Un videojuego desarrollado por A + Games y publicado por Bandai Namco Entertainment, titulado Little Witch Academia: Toki no Mahō to Nana Fushigi (リトルウィッチアカデミア 時の魔法と七不思議 Little Witch Academia: The Magic of Time and the Seven Wonders?), fue anunciado su lanzamiento para PlayStation 4 el 30 de noviembre de 2017. Un videojuego bonus, Madō Senshi Gran Sharion (魔導戦士グランシャリオン Magical Warrior Gran Sharion?) estará disponible como un bonus de preorden.

## Reparto
| Personaje                                                  | Seiyū                  | Actor de voz inglés    | Actor de voz Español (España) | Actor de voz Español (Latino) |                        |
| Personajes principales                                     | Personajes principales | Personajes principales | Personajes principales        | Personajes principales        | Personajes principales |
| ---------------------------------------------------------- | ---------------------- | ---------------------- | ----------------------------- | ----------------------------- | ---------------------- |
| Atsuko “Akko” Kagari                                       | Megumi Han             | Erica Mendez           | Roser Vilches                 | Marlene Pérez                 |                        |
| Lotte Yanson                                               | Fumiko Orikasa         | Stephanie Sheh         | Cristal Barreyro              | Pabla Hermann                 |                        |
| Sucy Manbavaran                                            | Michiyo Murase         | Rachelle Heger         | Maribel Pomar                 | Catalina Muñoz                |                        |
| Diana Cavendish                                            | Yōko Hikasa            | Laura Post             | Marta Ullod                   | Natalia Ríos                  |                        |
| Maestra Úrsula Callistis / Chariot du Nord / Shiny Chariot | Noriko Hidaka          | Alexis Nichols         | Elisa Beuter                  | Gigliola Mariangel            |                        |
| Personajes secundarios                                     |                        |                        |                               |                               |                        |
| Hannah Inglaterra                                          | Eri Nakao              | Jennifer Alyx          | Nerea Alfonso                 | Ariela Yuri                   |                        |
| Barbara Parker                                             | Chinatsu Akasaki       | Alexis Nichols         | Melania Pérez                 | Bárbara Bustamante            |                        |
| Amanda O'Neill                                             | Arisa Shida            | Marianne Miller        | Berta Cortés                  | Josefina Becerra              |                        |
| Jasminka Antonenko                                         | Reina Ueda             | Stephanie Sheh         | Carla Torres Danés            | Betsabé Gutiérrez             |                        |
| Constanze Amalie Von Braunschbank Albretchberger           | Rie Murakawa           | Jennifer Alyx          | Diana De Guzmán               | Camila Rojas                  |                        |
| Croix Meridies                                             | Junko Takeuchi         | Caitlyn Elizabeth      | Cristina Mauri                | Judith Noguera                |                        |
| Andrew Hanbridge                                           | Ryōsuke Kanemoto       | Lucien Dodge           | Masumi Mutsuda                | Anthony Lagos                 |                        |
| Frank                                                      | Kazuyuki Okitsu        | Ben Diskin             | Pep Papell                    | Rodrigo Saavedra              |                        |
| Paul Hanbridge                                             | Naoki Tamanoi          | Joe Ochman             | Carlos Vicente                | Carlos Carvajal               |                        |
| Maestras de la academia Luna Nova                          |                        |                        |                               |                               |                        |
| Maestra Finnelan                                           | Rurika Yamamoto        | Karen Kahler           | Neus Sendra                   | María Teresa Pinochet         |                        |
| Directora Miranda Holbrook                                 | Ikuko Tani             | Jessica Gee-George     | Gloria González               | Myriam Torres                 |                        |
| Maestra Samantha Badcock                                   | Asami Yano             | Katelyn Gault          | Elvira García                 | Rosario Zamora                |                        |
| Maestra Lukić                                              | Mari Okamoto           | Karen Kahler           | María Rosa Guillén            | Bárbara Bustamante            |                        |
| Maestra Nelson                                             | Minami Takayama        | Katelyn Gault          | Marcel Navarro                | Marcela Solervincens          |                        |
| Personajes recurrentes                                     |                        |                        |                               |                               |                        |
| Avery                                                      | Madoka Asahina         | Kira Buckland          | Diana De Guzmán               | Daniela Veronesi              |                        |
| Wangari                                                    | Rie Murakawa           | Laura Megan Stahl      | Meritxell Mauri               | Carmen Amadori                |                        |
| Propietario de Café                                        | Akihiro Matsushima     | Joshua Tomar           | Mark Ullod                    | Claudio Valenzuela            |                        |
| Woodward                                                   | Mitsuko Horie          | Tara Sands             | Noemí Bayarri                 | Marcela Solervincens          |                        |
| Ministro Blackwell                                         | Tetsuo Komura          | Bill Rogers            | Alfonso Vallés                | Sergio Schmied                |                        |
| Louis Blackwell                                            | Yū Miyazaki            | Kyle McCarley          | Carlos Lladó                  | Abel Musa                     |                        |
| Daryl Cavendish                                            | Shinobu Adachi         | Jessica Straus         | Esther Solans                 | Jessica Toledo                |                        |
| Maril Cavendish                                            | Arisa Date             | Dorothy Elias-Fahn     | Ana Aznárez                   | Carolina Moena                |                        |
| Merrill Cavendish                                          | Haruka Mikami          | Sarah Anne Williams    | Diana De Guzmán               | Loreto Vial                   |                        |
| Anna                                                       | Izumi Sawada           | Barbara Goodson        | Marta Estrada                 | Yarbet Venegas                |                        |
| Carter                                                     | Kazuya Saji            | ¿?                     | ¿?                            | Sergio Schmied                |                        |
| Personajes episódicos                                      |                        |                        |                               |                               |                        |
| Annabel Crème                                              | Sumire Morohoshi       | Cassandra Morris       | Elena Barra                   | Lucía Suárez                  |                        |
| Fafnir                                                     | Shōzō Iizuka           | Michael Sorich         | Juan Carlos Gustems           | Cristóbal Areite              |                        |
| Sr. Hoolbrock                                              | Yōhei Tadano           | Trevor Devall          | Paco Gázquez                  | Ignacio Leyton                |                        |
| Madre de Lotte                                             | Emi Shinohara          | Tara Sands             | Elvira García                 | Dianela Campos                |                        |
| Padre de Lotte                                             | Hideyuki Umezu         | Kyle Hebert            | Francesc Góngora              | Enzo Miranda                  |                        |
| Señor Nicholas                                             | Tadashi Miyazawa       | Keith Silverstein      | Jaume Aguiló                  | Carlos Carvajal               |                        |
| Bernadette Cavendish                                       | Marie Ōi               | Dorothy Elias-Fahn     | Diana De Guzmán               | María Luisa Benech            |                        |
| Primer ministro                                            | Tesshō Genda           | Joshua Tomar           | ¿?                            | Felix Ceron                   |                        |